# Jordan Todorow (lekkoatleta)
Jordan Todorow, bułg. Йордан Тодоров (ur. 13 lipca 1946) – bułgarski lekkoatleta specjalizujący się w biegach sprinterskich.
W 1967 r. zdobył złoty medal mistrzostw Bułgarii w biegu na 400 metrów. W 1971 r. wystąpił w Sofii na halowych mistrzostwach Europy, zdobywając brązowy medal w biegu sztafetowym 4 x 2 okrążenia.